# Calà del Sasso
La Calà del Sasso è il percorso che collega la frazione Valstagna del comune di Valbrenta, nel Canale di Brenta, alla frazione Sasso di Asiago, nell'Altopiano dei Sette Comuni, in provincia di Vicenza.
Con i suoi 4444 gradini la Calà del Sasso è la scalinata più lunga d'Italia oltre che una delle scalinate più lunghe al mondo aperte al pubblico (Adam's Peak, nello Sri Lanka, conta 5500 gradini).
La Calà del Sasso copre un dislivello di 744 metri. Il percorso è in gran parte affiancato da una cunetta realizzata, come i gradini stessi, in pietra calcarea e un tempo utilizzata per trasportare a valle il legname dell'Altopiano: giunti a Valstagna, infatti, la calà ("calata") termina nei pressi del fiume Brenta in cui i tronchi erano fluitati fino a Venezia dove venivano usati nell'Arsenale per la costruzione di imbarcazioni.

## La storia
(Paolo Rumiz)
La Calà del Sasso deve il suo nome calà ("calata, discesa") al fatto che veniva sfruttata per far scendere i tronchi d'albero dalla frazione Sasso, sull'Altopiano di Asiago, al Canale di Brenta. Realizzata nel XIV secolo sotto il dominio di Gian Galeazzo Visconti, venne ampiamente sfruttata dai Veneziani dal XV al XVIII secolo per rifornire di legname l'Arsenale per la costruzione di navi.
I boscaioli, dopo aver portato a valle i tronchi facendoli scorrere sulla canaletta che costeggia il sentiero a gradoni, potevano acquistare nel paese di Valstagna alimenti come sale o farina, oltre ad altri oggetti, e facevano quindi il percorso di ritorno in salita con un nuovo carico di peso sulle spalle.

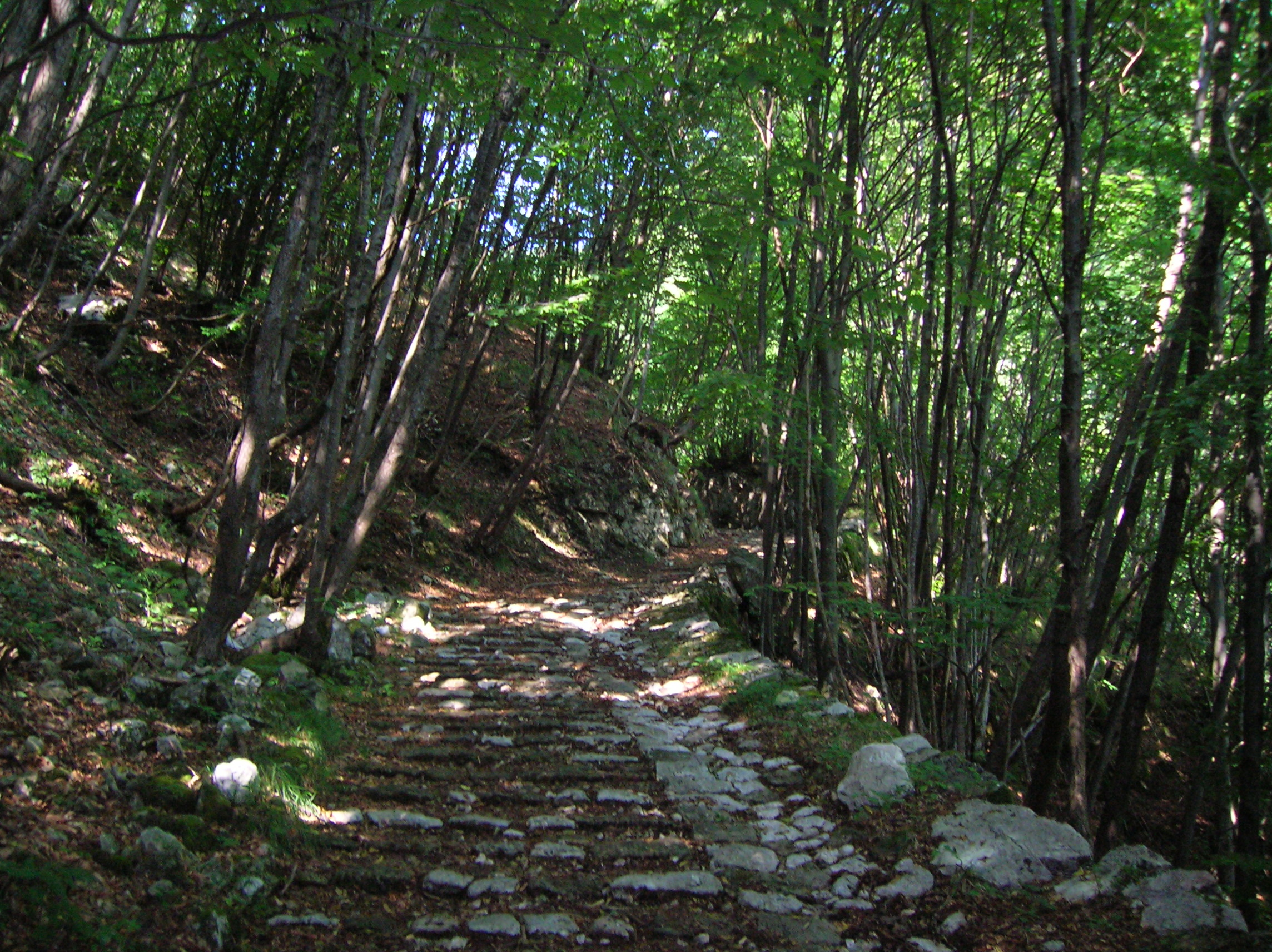
Altro tratto della Calà del Sasso

La struttura a gradoni, con canaletta sul fianco, fu ideata per permettere un percorso più agevole durante il trasporto dei pesanti tronchi d'albero: i gradoni evitano infatti il pericolo di scivolamento in caso di maltempo o con la neve e il ghiaccio, non infrequente d'inverno soprattutto sulla parte alta del percorso. La canaletta sul fianco permetteva di far scivolare il tronco e consentiva anche la svolta nelle strette curve o tornanti che caratterizzano la calà.
Perse la sua importanza come principale via di collegamento fra pianura e Altipiano negli anni fra il XIX e il XX secolo, quando venne realizzata la rotabile del Costo (1850) e la vicina ferrovia Rocchette-Asiago (1909).
Originariamente i gradini erano 4422 ma nel 1498, a causa dell'abbassamento del greto del torrente Ronchi, ne furono aggiunti altri 22.
Una parte di questi gradoni sono stati nel tempo erosi dalle acque e di conseguenza andati perduti, ma la struttura del sentiero è ancora chiaramente visibile e, in alcuni tratti, ben mantenuta. Dopo un periodo di degrado e abbandono, negli ultimi decenni il sentiero ha subito processi di rivalorizzazione che hanno portato alla sistemazione dei tratti più danneggiati, diventando un importante itinerario storico-turistico locale.

## La leggenda
Si narra in Valbrenta che nel 1638, Loretta e Nicolò, abitanti di Sasso di Asiago e fidanzati in odor di matrimonio, vengono colpiti da sventura: Loretta, in attesa di un figlio, si ammala gravemente e il suo innamorato, determinato a salvarla, parte deciso alla volta di Padova alla ricerca di un unguento miracoloso. Scende la Calà del Sasso e giunto a Valstagna noleggia un cavallo. Pur viaggiando di gran carriera il tempo scorre veloce e col sopraggiungere della notte Nicolò non è ancora tornato. Gli abitanti del Sasso di Asiago decidono allora di scendere con le torce incontro al giovane. Con stupore avvistano lungo la Calà altre luci che salgono: è Nicolò scortato dagli uomini di Valstagna. La storia è a lieto fine con l'unguento che guarisce Loretta e i due fidanzati possono così sposarsi, con la partecipazione di tutti gli abitanti del Sasso e di Valstagna. Da qui la credenza popolare che se due fidanzati percorrono la Calà mano nella mano si ameranno per sempre.
A ravvivare questo messaggio d'amore la seconda domenica di agosto tutti gli anni si svolge una fiaccolata commemorativa che porta diverse centinaia di persone da Valstagna verso Sasso di Asiago lungo la Calà, dove vengono accolti da musica e banchetti.

## Aspetti escursionistici
La Calà del Sasso è percorribile tutto l'anno (anche se se ne sconsiglia la percorrenza nei mesi invernali per la possibile presenza della neve) e il percorso è contrassegnato dal segnavia numero 778. Il percorso ha inizio dal parcheggio di località Lebo di Valstagna (221 m) e termina a Chiesa di Sasso di Asiago (965 m). La Calà è lunga circa 2546,44 m, il tempo di percorrenza è di circa due ore e il dislivello è di 744 m; da Fontana Bessele (alla base 270 m ai 938 m nella parte più a nord) il dislivello è di 668 m con pendenze variabili tra il 20 e il 40%.

## Curiosità
La scalinata Calà del Sasso è stata teatro, nel 1999, di un'impresa singolare: la salita della stessa è stata interamente compiuta da Alberto Limatore senza mai scendere dalla bicicletta né appoggiare un piede a terra.